# Лодзь-Анджеюв
Лодзь-Анджеюв (пол. Łódź Andrzejów) — остановочный пункт в городе Лодзь (расположен в дзельнице Видзев, в микрорайоне Анджеюв), в Лодзинском воеводстве Польши. Имеет 2 платформы и 2 пути.
Остановочный пункт на железнодорожной линии Лодзь-Фабричная — Колюшки построен в 1866 году, когда эта территория была в составе Царства Польского.